# Liste de divisions administratives
Voici une liste de divisions administratives.

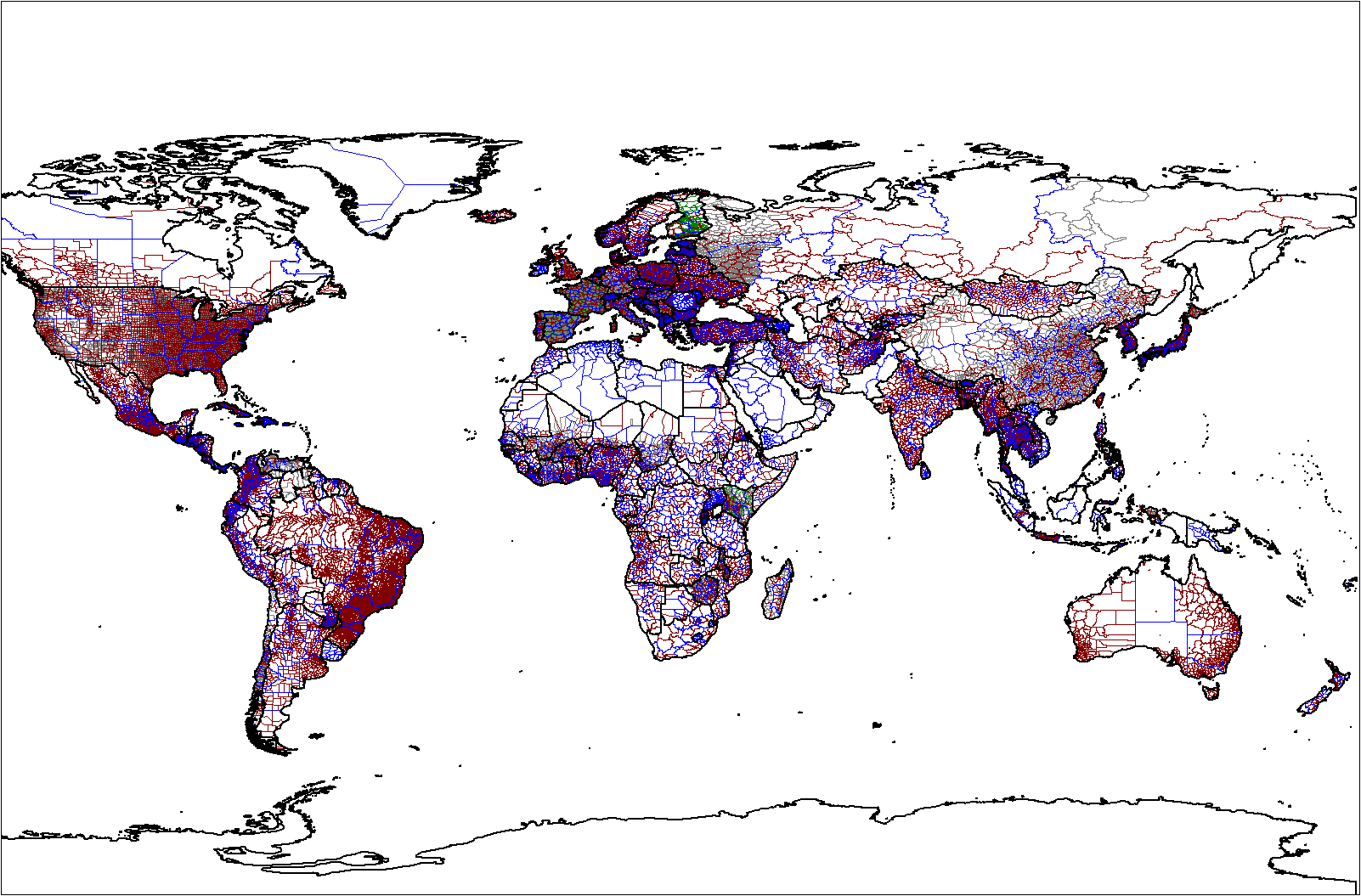
Divisions administratives dans le monde

## Subdivisions

### Arrondissements
- 3e niveau
  - Belgique : 43 Arrondissements

### Cantons
- 1er niveau :
  - Luxembourg : 12 cantons
  - Suisse : 26 cantons
- 2e niveau :
  - Fédération de Bosnie-et-Herzégovine : 10 kanton ou županija
  - Costa Rica : 81 cantones
  - Équateur :   cantones
- 4e niveau :
  - France : 4 039 cantons

### Comarcas
- 1er niveau :
  - Panama : 9 comarcas

### Communautés
- 1er niveau :
  - Belgique : 3 Communautés

### Communautés autonomes
- 1er niveau :
  - Espagne : 17 communautés autonomes

### Communes
- 2e niveau :
  - Roumanie : 2 686  comună
- 4e niveau :
  - Belgique : 581 communes
- 5e niveau :
  - France : 35 416 communes

### Comtés
- 1er niveau :
  - Croatie : 22 županije
  - Estonie : 15 maakonnad
  - Hongrie :  19 megyék
  - Norvège : 19  fylker
  - Roumanie : 41 județe
  - Suède : 21 län
  - Taïwan : 13 xiàn
- 2e niveau :
  - États-Unis : 2 995 counties
  - Angleterre :  counties

### Départements
- 1er niveau :
  - Bénin : 12 départements
  - Bolivie : 9 departementos
  - Côte d'Ivoire : 58 départements
  - Danemark : 14 amter
  - Guatemala : 22 departementos
  - Haïti : 10 départements
  - Honduras : 18 departementos
  - Paraguay : 18 departementos
  - Salvador : 14 departementos
  - Uruguay  : 19 departementos
- 2e niveau :
  - Argentine : 376 departementos
  - Burkina Faso : départements
  - France : 101 départements
  - Indonésie : 268 kabupaten

### Districts
- 1er niveau :
  - Belize : 6 districts
- 2e niveau :
  - Afghanistan : districts
  - Allemagne : 22 Regierungsbezirke
  - Autriche : 100 Bezirke
  - Bangladesh : 64 zila
  - Kenya :   wilaya
  - Liban : 25 districts
  - Malaisie : 3 wilayah persekutuan
  - Népal : 76 districts
  - Panama :  distritos
  - Paraguay :  distritos
  - Suisse : 159 districts
- 3e niveau :
  - Pérou : 1 747 distritos

### États
- 1er niveau :
  - Allemagne : 16 Länder
  - Australie : 6 states
  - Autriche : 9 Länder
  - Birmanie : 7 chiu
  - Brésil : 26 estados
  - États-Unis : 50 states
  - Inde : 28 states
  - Malaisie : 13 negeri
  - Mexique : 31 estados
  - Nigeria : 36 states
  - Palaos : 16 states
  - Soudan : 26 wilayat
  - Venezuela : 23 estados

### Gouvernorats
- 1er niveau :
  - Égypte : 27 muhafazat
  - Irak : 18 muhafazat
  - Koweït : 6 muhafazat
  - Liban : 6 muhafazat
  - Oman : 4 muhafazat
  - Syrie : 14 muhafazat
  - Tunisie : 24 wilayas
  - Yémen : 19 muhafazat

### Municipalités
- 1er niveau :
  - Libye : 22 shabiyat
  - Mongolie : 1 hot
  - Taïwan : 6 zhíxiáshì
- 2e niveau :
  - Angola : munícipios
  - Croatie : općina
  - Indonésie : 73 kota

### Paroisses
- 1er niveau :
  - Andorre : 7 parròquies
  - Antigua-et-Barbuda : 6 parishes
  - Barbade : 11 parishes
  - Dominique : 10 parishes
  - Grenade : 6 parishes
  - Jersey : 12 parishes
  - Montserrat :   parishes
  - Saint-Christophe-et-Niévès : 14 parishes
  - Saint-Vincent-et-les-Grenadines : 6  parishes
- 2e niveau :
  - Louisiane : 64 parishes

### Préfectures
- 1er niveau :
  - Japon : 48 préfectures
  - République centrafricaine : 14 préfectures
- 2e niveau :
  - Grèce : 51 nomes
  - Maroc : 13 préfectures

### Provinces
- 1er niveau :
  - Afrique du Sud : 9 provinces
  - Algérie : 58 wilayas
  - Angola : 18 províncias
  - Argentine : 23 provincias
  - Canada : 10 provinces
  - Chine : 22 shěng
  - Costa Rica : 7 provincias
  - Gabon : 9 provinces
  - Indonésie : 33 propinsi et territoires spéciaux
  - Iran : 30 ostan
  - Kenya : 7 mkoa
  - Kirghizistan : 7 oblastar
  - Mongolie : 21 aymguud
  - Pays-Bas :  12 provincies
  - Taiwan : 2 shěng (obsolètes)
  - République démocratique du Congo : 11 provinces
  - République dominicaine : 31 provincias
- 2e niveau  : 
  - Belgique : 10 provinces
  - Bolivie :   112 provincias
  - Burkina Faso : 45 provinces
  - Espagne :  50 provincias
  - Italie : 107 province
  - Maroc : 62 provinces
  - Oman : 61 wilayat
  - Pérou : 180 provincias

### Régions
- 1er niveau :
  - Belgique : 3 régions
  - Burkina Faso : 13 régions
  - Chili : 13 regiones
  - Éthiopie : 9 kililoch
  - France : 18 régions
  - Italie : 20 regioni
  - Maroc : 12 régions
  - Oman : 5 mintaqah
  - Pérou : 25 regiones
  - Pologne : 16 wojewodtzwo
- 2e niveau :
  - Finlande : 20 Liittot/Förbunder
  - République serbe de Bosnie :  7 régions (statistiques)

### Territoires
- 1er niveau :
  - Australie : 10 territories
  - Canada : 3 territoires
  - Inde : 6 territories

### Villes provinciales
- 1er niveau :
  - Taïwan : 3 shěngxiáshì